# Roswitha Krause
Roswitha Krause (n. 3 noiembrie 1949, Dahme/Mark, Brandenburg, Germania) este o înotătoare și handbalistă germană, medaliată olimpică. A participat la 3 ediții ale Jocurilor Olimpice (1968, 1976, 1980) în care a câștigat două medalii de argint și o medalie de bronz.